# Трети закон на термодинамиката
Трети закон на термодинамиката (Теорема на Нернст) гласи, че ентропията на всяка система се стреми към нула, когато температурата клони към нула, при определени други условия, като постоянен обем или налягане. Доказателство на закона е обстоятелството, че при абсолютна нула тялото се намира в основно състояние, статистическото тегло на което е равно на единица и следователно ентропията, която е пропорционална на логаритъма на статистическото тегло на състоянието, е равна на нула.

## Формулировка
Теоремата е създадена от Валтер Нернст през 1905 г. и е приета и формулирана от Макс Планк през 1911 г.
{\displaystyle \lim _{T\to 0}S(T,p,V,\dots )=S(T=0)=S_{0}=k_{\mathrm {B} }\cdot \ln(g)},
където kB е Константа на Болцман и g е дегенерацията, броят на микросъстоянията с които се реализира стационарното макросъстояние на системата.